# In Paradisum (álbum)
In Paradisum es el único álbum de estudio de la banda multinacional de power metal melódico Symfonia, lanzado el  25 de marzo de 2011 en Japón y el 1 de abril de 2011 en Europa. 

## Listado de canciones
1. Fields of Avalon
2. Come By The Hills
3. Santiago
4. Alayna
5. Forevermore
6. Pilgrim Road
7. In Paradisum
8. Rhapsody in Black
9. I Walk in Neon
10. Don't Let Me Go
11. I'll Find My Way Home (Japanese Bonus Track)

(Todos los títulos compuestos por Timo Tolkki/André Matos)

## Formación
- André Matos (ex-Angra, ex-Shaman, ex-Viper) - Voces
- Timo Tolkki (ex-Stratovarius, ex-Revolution Renaissance) - Guitarra , Producción , Mezcla
- Jari Kainulainen (ex-Stratovarius, ex-Evergrey) - Bajo
- Mikko Härkin (Cain's Offering, ex-Sonata Arctica, ex-Kotipelto, ex-Solution .45) - Teclados
- Uli Kusch (ex-Helloween, ex-Gamma Ray, ex-Masterplan) - Batería

## Detalles técnicos
- Giovanni Nebbia - Mezcla , Edición , Ingeniero  - Mezcla en I'll Find My Way Home (Bonus Track japonés)
- Maor Appelbaum - Masterización

- Datos: Q2697572